# Фернандо Алварес де Толедо
Фернандо Алварес де Толедо (на испански: Fernando Álvarez de Toledo), трети херцог на Алба, е испански генерал, губернатор на Нидерландия от 1567 до 1573. Получава прозвището Железния херцог, заради своята жестокост при опитите да подчини със сила размирните провинции.

## Военна кариера
Роден е в село Пиедраита в провинция Авила. Дядото на Алба, Фернандо де Толедо, го обучава в областта на военните науки и политиката. През 1525 младият Фернандо вече се отличава в битката при Павия. Издигнат в армията от Карл V, той взема участие в обсадата на Тунис през 1535 и успешно отбранява Перпинян срещу французите.
Алба участва в битката при Мюлберг през 1547 и победата над курфюрста Йохан Фридрих е постигната до голяма степен благодарение на неговите усилия. Той взима участие и в последвалата успешна обсада на Витенберг, след която ръководи военния съд, осъдил курфюрста на смърт за бунт срещу католическия император и принудил го да подпише Витенбергската капитулация (1547).
През 1552 на херцог Алба е поверено командването на армията, която трябва да нападне Франция и той в продължение на няколко месеца обсажда безуспешно Мец. След успехите на французите в Пиемонт, той е назначен за главнокомандващ всички императорски армии в Италия, като получава неограничени правомощия. Въпреки това той не постига особен успех и се оттегля в зимните квартири на армията.
След абдикацията на Карл V херцог Алба остава командващ и при Филип II, който го принуждава да се въздържа от крайни мерки. След като подчинява цяла Кампания и достига до вратите на Рим, Алба е принуден от краля да започне мирни преговори. Малко по-късно, през 1559, той е изпратен начело на бляскава делегация в Париж, за да получи съпругата на господаря си, Елизабет, дъщеря на френския крал Анри II.

## Губернатор на Нидерландия
През 1567 Филип II изпраща херцог Алба, начело на 10-хилядна армия, в Нидерландия с извънредни правомощия за прекратяване на безредиците, започнали година по-рано. Веднага след пристигането си той създава извънреден трибунал, станал известен като Кървавият съвет. През 6-те години на управлението му са екзекутирани не по-малко от 18 000 души. На преследвания са подложени не само протестантите, но и известни католици, като графовете Егмонт и Хорн.
Опитите на Алба да наложи испанската алкабала, данък от 10% върху всички продажби, предизвиква съпротивата и на католическите области на Нидерландия. Групи бегълци от преследванията образуват пиратски флот, който напада успешно испански кораби и укрепления и през 1568 дори превзема град Бриле, а Генералните щати, събрани в Дордрехт, открито се обявяват срещу управлението на Алба. В същото време по суша в страната навлиза армия, финансирана от принц Вилхелм Орански, с което е поставено началото на Осемдесетгодишната война, довела до независимостта на северните провинции.
Алба реагира на събитията с обичайната си енергичност и успява да си върне всички провинции, с изключение на Зеландия и Холандия. След първоначален успех на бунтовниците при Хейлигерлей, той им нанася тежко поражение в биткката при Йеминген, а през 1572 превзема след тежка обсада и Хаарлем. Въпреки това бунтът продължава и влошеното здраве подтиква Алба да се оттегли. В края на 1573 той е заменен от Луис де Сенига и Рекесенс.

## Последни години
След завръщането си в Испания херцог Алба се ползва с голямо уважение, докато, в резултат на любовна връзка на сина му дон Федерико, изпада в немилост и е изпратен в замъка Уседа. Той прекарва там 2 години, но военните неуспехи в Португалия подтикват Филип II да му възложи през 1581 командването на испанските сили там.
Алба бързо се справя с войските на претендента за португалската корона дон Антониу и превзема столицата Лисабон. Въпреки това той не успява да получи почестите за последната си кампания, тъй като умира в началото на 1583 в португалския град Тумар.
|  | Тази страница частично или изцяло представлява превод на страницата Fernando Álvarez de Toledo, 3rd Duke of Alba в Уикипедия на английски. Оригиналният текст, както и този превод, са защитени от Лиценза „Криейтив Комънс – Признание – Споделяне на споделеното“, а за съдържание, създадено преди юни 2009 година – от Лиценза за свободна документация на ГНУ. Прегледайте историята на редакциите на оригиналната страница, както и на преводната страница, за да видите списъка на съавторите. ВАЖНО: Този шаблон се отнася единствено до авторските права върху съдържанието на статията. Добавянето му не отменя изискването да се посочват конкретни източници на твърденията, които да бъдат благонадеждни. |